# Adalbert von Prag

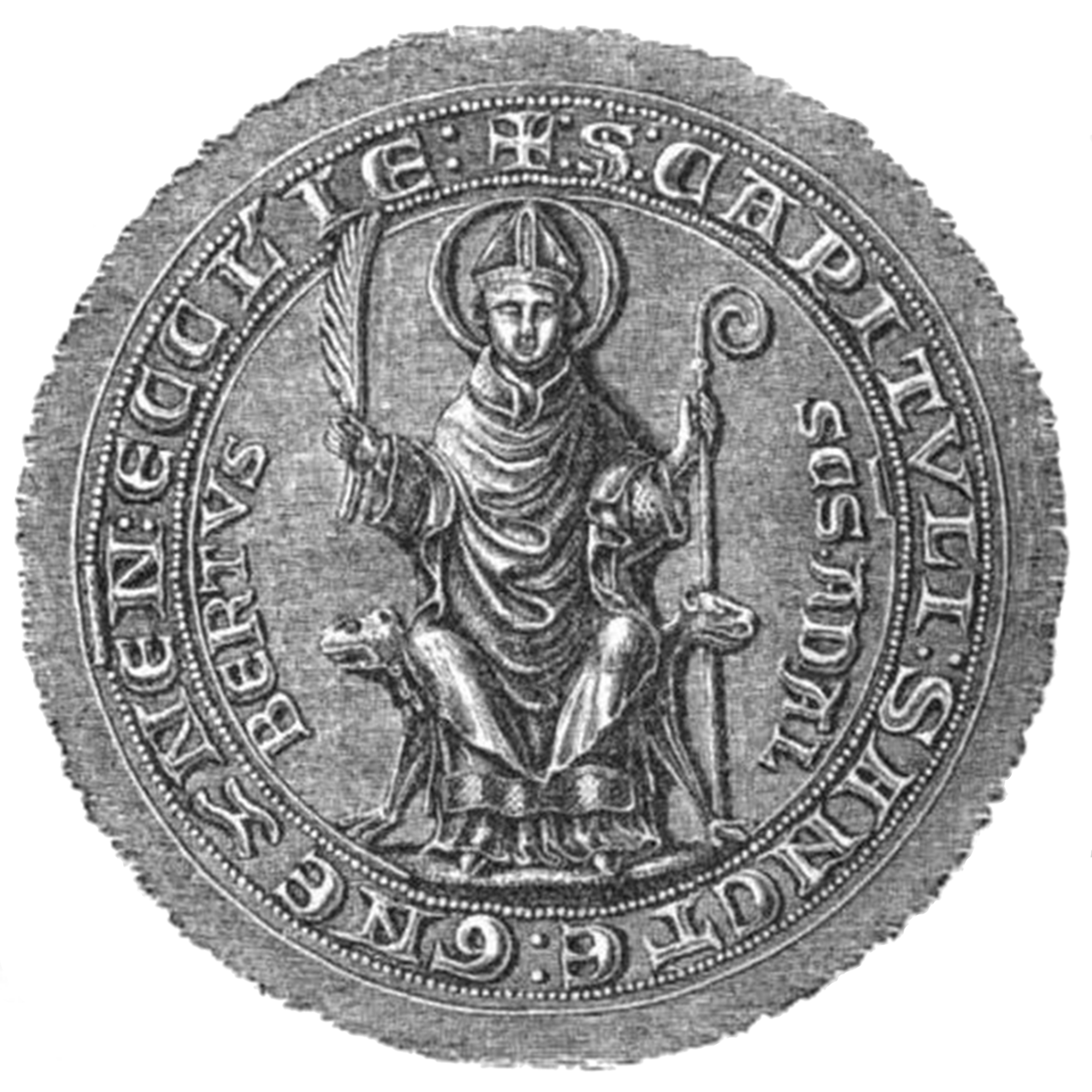
Siegel des Gnesener Domkapitels mit der inneren Inschrift
S(an)c(tu)s ADALBERTUS

Adalbert von Prag (Taufname tschechisch Vojtěch, polnisch Wojciech; * um 956; † 23. April 997) war Bischof von Prag, christlicher Missionar bei den Ungarn sowie Prußen und Märtyrer. Nachdem er 982 Bischof von Prag geworden war, geriet er wegen seiner Reformpolitik in Konflikte mit geistlichen und weltlichen Würdenträgern. Seine Familie der Slavnikiden stellte sich auf die Seite des Polenherzogs und während dessen Kämpfen verließ Adalbert zweimal sein Bistum, um als Mönch und Missionar zu leben. Am 23. April 997 wurde er auf einer Missionsreise von den heidnischen Prußen an einem nicht bekannten Ort an der Ostsee erschlagen und daraufhin 999 von Papst Silvester II. heiliggesprochen.

## Leben

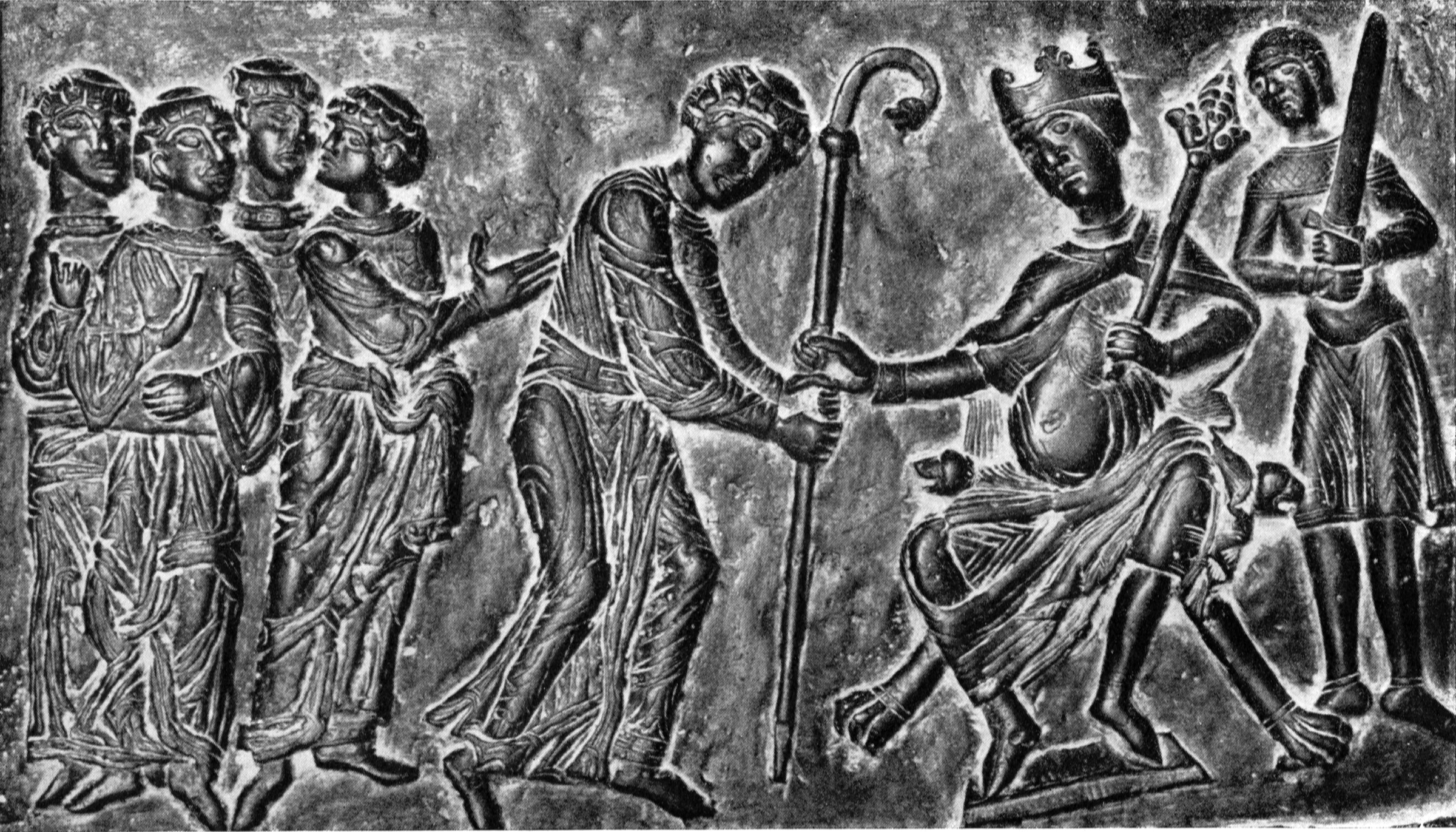
Kaiser Otto II. übergibt Adalbert von Prag den Bischofsstab. (Darstellung auf der Tür des Gnesener Doms, 12. Jahrhundert.)

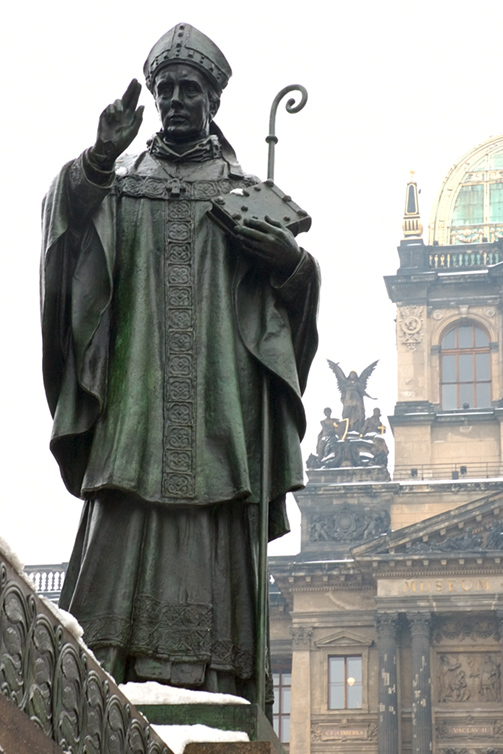
Adalbert, Teil des Wenzelsdenkmals auf dem Wenzelsplatz in Prag

### Herkunft
Vojtěch wurde vermutlich in Ostböhmen geboren. Sein Vater war der böhmische Fürst Slavník; seine Mutter Střezislava soll die Schwester der Přemysliden Wenzel und Boleslav gewesen sein und eine entfernte Verwandte von Kaiser Otto I. Wahrscheinlicher ist, dass sie die Schwester der Stiefmutter oder eine Blutsverwandte der Babenberger war. Der Halbbruder Adalberts Gaudentius wurde erster Erzbischof von Gnesen.

### Ausbildung in Magdeburg und Priester in Prag
Vojtěch erhielt acht Jahre lang in der Magdeburger Domschule unter dem Leiter Ohtrich seine Ausbildung. Adalbert von Magdeburg war dort ab 968 Erzbischof und gab bei der zweiten durchgeführten Firmung Vojtěch den Namen Adalbert.
Nach der Rückkehr 981 wurde er in Prag Geistlicher im Gefolge des ersten Prager Bischofs Thietmar von Prag und wurde Augenzeuge seines Todes.

### Bischof von Prag und Benediktiner
Am 19. Februar 982 bestimmte ihn Fürst Boleslav II. zum Bischof von Prag. Die kaiserliche Bestätigung erfolgte ein Jahr später am 3. Juni 983 in Verona, als sich Kaiser Otto II. damals dort aufhielt. Am 29. Juni 983 weihte ihn der Mainzer Erzbischof Willigis zum Bischof. Adalbert kehrte nach Prag zurück und blieb dort bis 988.
Sein Vorgänger, der Sachse Thietmar, war mild, gerecht und sehr beliebt. Dagegen stieß Adalberts Reformeifer auf Widerstand im dortigen Klerus und bei den weltlichen Würdenträgern. Nach der Vita S. Adalberti des Johannes Canaparius versuchte er erfolglos die vom Adel betriebene Polygamie zu bekämpfen. Ihm gelang es weiter nicht genügend Geld aufzutreiben, um Sklaven, die der böhmische Fürst an die Orienthändler (Judaei) verkaufte, zurückzukaufen. Insgesamt konnte er sich politisch nicht durchsetzen, da der Sklavenhandel für die privilegierte Schicht eine sichere, bequeme Einnahmequelle war, die zudem auch das böhmische Heer finanzierte.
Resigniert trat er 988 in das Benediktinerkloster Monte Cassino und von dort in das Kloster St. Bonifacius und Alexius auf dem Aventin in Rom ein. wo griechische Mönche in einer asketisch-schwärmerischen Gedankenwelt lebten. Dort lernte ihn auch der spätere Kaiser Otto III. kennen und verehren, der den gleichen mystisch-schwärmerischen Stimmungen anhing.
Im Jahre 993 schickte ihn Papst Johannes XV. in sein Bistum nach Prag zurück, nach anderen Quellen wurde er vom Prager Priester und Studienfreund Radla und dem Mönch Kristián aus Rom geholt. Dabei wurde ihm versprochen, in Böhmen ein Kloster gründen zu dürfen. Mit zwölf Mönchen, die mit ihm nach Prag gingen, gründete er das Kloster Břevnov, das für Jahrhunderte ein geistig-religiöses Zentrum Böhmens wurde.
Die Situation in Böhmen spitzte sich weiter zu. Adalbert wurde in den Konflikt zwischen den Přemysliden und den Slavnikiden hineingezogen, da seine Familie, besonders sein Bruder Sobebor, sich auf die Seite des polnischen Herzogs bei dessen Eroberungen Chorbatiens sowie Böhmens gestellt hatte. Sobebor starb im September 1004 an der Moldaubrücke in Prag, wo er mit einer Schar Polen die Flucht Boleslaws I. gedeckt hatte. Die Konflikte mit der Herrschaftsriege gipfelten in der Verletzung des kirchlichen Asylrechts. So soll eine Ehebrecherin bei ihm Schutz gesucht, doch die Verwandten des Betrogenen sich gewaltsam Zutritt in die Kirche des heiligen Georg verschafft und anschließend die Frau vor den Augen des Bischofs geköpft haben.
Im Zorn über die heidnische Wildheit der erst kürzlich christianisierten Böhmen verließ er sein Bistum und zog sich nach kurzer Missionstätigkeit in Ungarn nach Rom in das Kloster auf dem Aventin zurück. Mit Kaiser Otto III., dessen Kaiserkrönung er in Rom am 21. Mai 996, am Feste Christi Himmelfahrt, beiwohnte, verband ihn eine tiefe Freundschaft. Er beeinflusste das religiöse und politische Denken des jungen Kaisers, den er auch für seine Ostmissionspläne gewinnen konnte, und zog mit ihm nach Mainz.

### Prußenmission und Tod

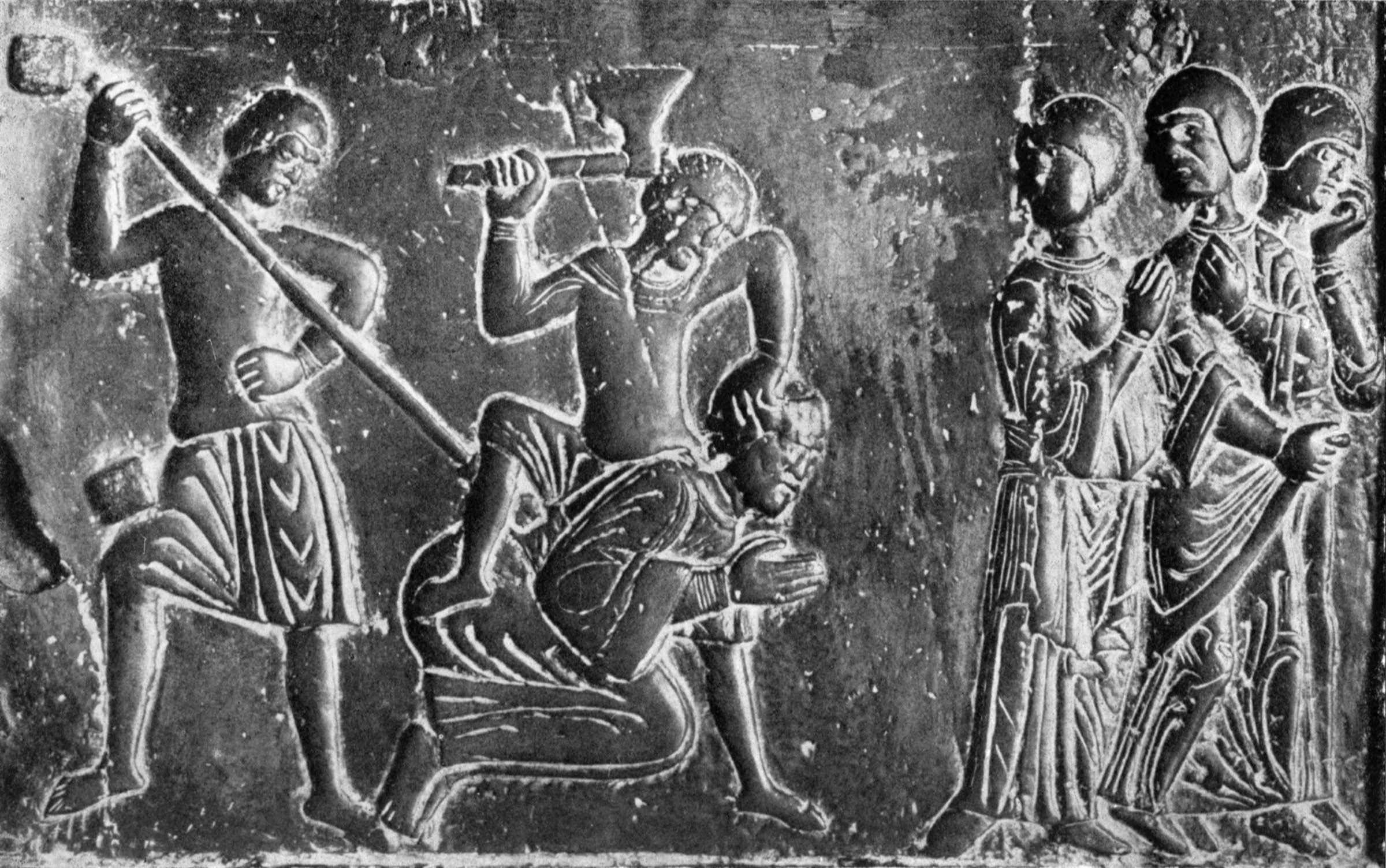
Bronzeportal des Doms von Gnesen zeigt den Märtyrertod Adalberts

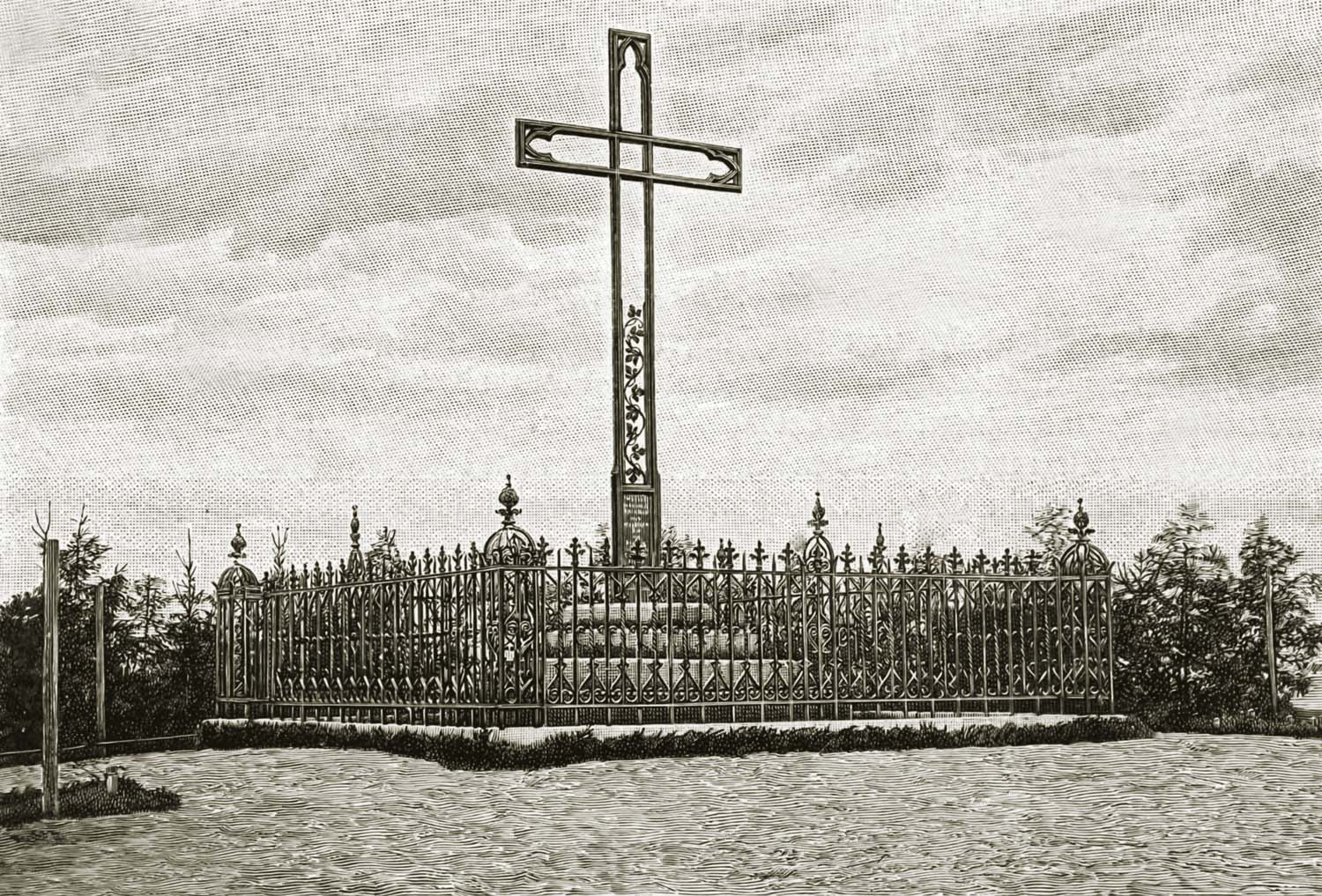
St.-Adalberts-Kreuz in Tenkitten (vor 1945)

Danach begab sich Adalbert zum Herzog Bolesław I. Chrobry von Polen und nach Danzig, um in das Land der Prußen zu ziehen und das Evangelium zu verbreiten. Boleslaw gab ihm einige Soldaten als Reisebegleitung mit. Adalbert, sein Bruder Gaudentius und sein Geleit landeten 997 an der Ostseeküste in Danzig (Gidanie/ „urbem Gyddanyzc“). Nach seiner Ankunft soll er darüber erstaunt gewesen sein, dass die Stadt bereits von vielen deutschsprachigen Christen bewohnt war. In der Umgebung soll er durch eine eintägige Missionspredigt viele heidnische Prußen bekehrt haben. (Der spätere Ort Sankt Albrecht (Święty Wojciech) könnte eine solche Stelle gewesen sein.)
Mit zwei Begleitern und bewaffneten Soldaten ließ er sich nach kurzer Fahrt über das Meer  an der prußischen Küste aussetzen. Über den Ort geben die ältesten Quellen keine Auskunft. (Später wird ein Ort namens „Truso“ genannt oder die Südküste des Samlandes.) Adalbert ging zu den Prußen, um ihnen das Evangelium zu verkündigen, wurde von ihnen aber abgelehnt, geschlagen, verjagt und schließlich getötet.
In einer Überlieferung hieß es, er habe verbotswidrig einen heiligen Hain betreten; sein Schüler und Nachfolger Bruno von Querfurt schrieb, ein Pruße habe ihn aus Rache für seinen im Kampf mit den Polen gefallenen Bruder erschlagen. Der genaue Ort ist nicht bekannt, muss abef in einiger Entfernung von Danzig in Meernähe gelegen haben.

## Nachleben und Verehrung

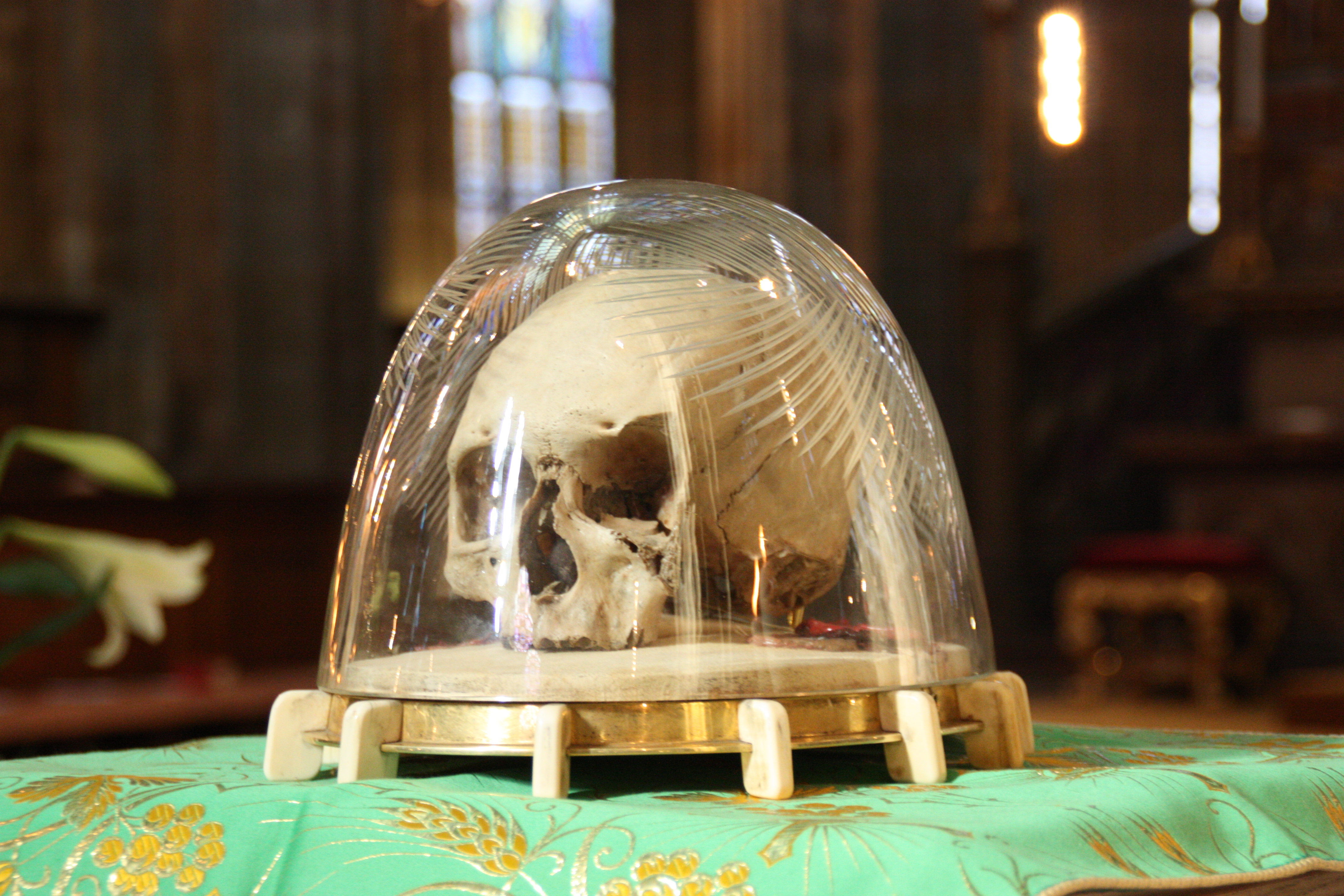
Adalbert, Schädelreliquie, Dom zu Prag

Bald nach seinem Tod wurde er im Jahre 999 von Papst Silvester II. heiliggesprochen. Der damaligen Tradition entsprechend wurde sein Leben in einer Heiligenvita beschrieben, die Johannes Canaparius, evtl.  Notger von Lüttich zugeschrieben wird.
Der polnische Herzog Bolesław I. Chrobry löste laut einer Sage den Leichnam gegen Gold in Höhe von Adalberts Gewicht aus, er wurde nicht an dem bereits bestehenden Bischofssitz Posen, sondern in Gnesen im Vorgängerbau der heutigen Domkirche beigesetzt. Um 1000 kamen seine Gebeine dann in die neu gegründete Metropolitankirche von Gniezno. Kaiser Otto III. pilgerte im Jahre 1000 zu seinem Grab und vollzog den Akt von Gnesen. Außerdem nahm Otto III. Teile der Reliquien mit, von denen er einen Teil dem von ihm gegründeten Adalbertstift in Aachen übergab, einen anderen Teil nach Rom brachte, wo sie bis heute in der Kirche San Bartolomeo all’Isola aufbewahrt werden. Im Jahre 1039, nach dem polnisch-böhmischen Krieg, wurde der Leib des Heiligen vom böhmischen Herzog Břetislav I. aus Gniezno entführt und am Prager Veitsdom beigesetzt. Dort fand man die Gebeine 1880 in einer Gruft am Domplatz und begrub sie in der Domkirche. In Gnesen selbst befinden sich deshalb heute nur noch geringe Reste der Reliquien, die in einem kostbaren barocken Silberschrein über dem Hochaltar aufbewahrt werden. An der Erzkathedrale von Gniezno befindet sich eine in der zweiten Hälfte des 12. Jahrhunderts angefertigte Bronzetür, die einen Reliefzyklus zum Leben des heiligen Adalbert zeigt.
Sein 1000. Todestag wurde 1997 begangen, auch in Deutschland und Ungarn wurden Sonderbriefmarken mit dem Porträt Adalberts herausgegeben. In Polen wurde gleichzeitig ein tausendjähriges Jubiläum von Danzig gefeiert.
Adalbert gilt als Schutzpatron von Böhmen, Polen, Preußen und vom Erzbistum Esztergom-Budapest sowie der Paternostermacher. Zahlreiche Adalbertkirchen tragen seinen Namen. Adalbert ist der Namensgeber der Adalbert-Stiftung in Krefeld, die aus den Danziger Katholiken hervorgegangen ist.

## Adalbert-Kirchen
- 1039 gelangten Reliquien des hl. Adalbert nach Prag. Vermutlich deswegen wurde eine erste, wohl hölzerne Kapelle auf dem dortigen Georgsberg in Nordböhmen errichtet. Eine päpstliche Urkunde aus dem Jahr 1273 erwähnt die Kirche des hl. Adalbert. Ihr Weihejahr ist unbekannt. Heute ist die Rotunde auf dem Georgsberg dem St. Adalbert und dem hl. Georg, einem der vierzehn Nothelfer, geweiht.
- Im ostpreußischen Heiligenwalde (polnisch Święty Gaj) wurde 1399 eine Kapelle mit Reliquien Adalberts gebaut, wahrscheinlich auf einer Vorgängerkirche. Dort soll er in der Nähe auf dem Hain/Feld erschlagen worden sein. Der Ort ist heute Wallfahrtsort.
- Bei Tenkitten bei Fischhausen (heute Primorsk) im Samland (über 100 Kilometer von Danzig entfernt) stiftete der Ordensmarschall Ludwig von Lanse († 1451)  die Sankt-Adalbert-Kapelle, die  die von 1424 bis 1669 bestand . Im 18. Jahrhundert wurde an ihrem ehemaligen Standort ein eisernes Kreuz errichtet.

## Ikonographie
In der Bildenden Kunst wird Adalbert in der Regel mit Mitra und im Bischofsgewand sowie Keule, Ruder oder Spießen dargestellt, da er mit einem Ruder erschlagen und mit Spießen durchbohrt worden sein soll. Gelegentlich wird er auch mit einem Adler als Attribut dargestellt, da ein Adler seinen Leichnam bewacht haben soll, bis er um 1000 in Gniezno bestattet werden konnte.
Die ältesten Darstellungen Adalberts sind auf böhmischen Denaren aus dem 12. Jahrhundert überliefert. Viele Darstellungen stammen aus dem 14. Jahrhundert, als er als Landespatron von Polen und Böhmen verehrt wurde. Die detailreichsten Darstellungen zeigen ihn in einem Zyklus auf der Bronzetür aus dem Jahre 1175 und in seinem silbernen Prunksarkophag aus dem Jahre 1623 im Dom zu Gniezno. In der böhmischen Barockkunst ist er häufig gemeinsam mit den anderen böhmischen Landespatronen Wenzel, Ludmilla und Johann von Nepomuk zu sehen.

## Gedenktage

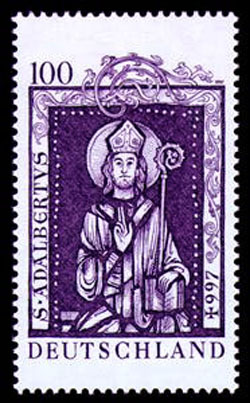
1000. Todestag des heiligen Adalbert: Briefmarke von 1997, deutsche Gemeinschaftsausgabe mit Polen, Tschechien, Ungarn und Vatikanstaat

- Katholisch: 23. April (Nicht gebotener Gedenktag im Regionalkalender für das deutsche Sprachgebiet, seit 1997 auch im Allgemeinen Römischen Kalender)
  - im Bistum Magdeburg: Fest
  - im Erzbistum Berlin und dem Bistum Görlitz: Gebotener Gedenktag
  - im Erzbistum Prag: 25. August (Übertragung der Gebeine)
  - im Erzbistum Breslau: 26. August (Übertragung der Gebeine)
  - in den Erzbistümern Gnesen und Krakau: 20. Oktober (Übertragung der Gebeine)
- Evangelisch: 23. April (Gedenktag im Evangelischen Namenkalender der Evangelischen Kirche in Deutschland)[17]

## Musik
Am 14. Oktober 2011 wurde in der Johanniskirche in Zittau vom EUROPERA-Jugendorchester das Oratorium „Porta Peregrinorum“ (Das Tor der Pilger) uraufgeführt. Es wurde von Jiři Pavlica komponiert und handelt vom Leben und Wirken des heiligen Adalbert.

### Bibliographie
- Bibliotheks- und Bibliographieportal. Herder-Institut (Marburg), abgerufen am 23. Juli 2025.

### Monographien
- Hans Hermann Henrix (Hrsg.): Adalbert von Prag – Brückenbauer zwischen dem Osten und Westen Europas (= Schriften der Adalbert-Stiftung. Band 4). Nomos, Baden-Baden 1997, ISBN 3-7890-4834-8.
- Johannes Chrząszcz: Der heilige Adalbert, Bischof und Märtyrer. G. P. Aderholz, Breslau 1897 (Online – DjVu).
- Heinrich Gisbert Voigt: Adalbert von Prag. Ein Beitrag zur Geschichte der Kirche und des Mönchtums im zehnten Jahrhundert. Verlag der Akademischen Buchhandlung (W. Faber & Co), Westend-Berlin 1898. (Digitalisat im Internet Archive)

### Zeitschriftenaufsätze
- Franz A. Brandstäter: Wo erlitt der h. Adalbert den Märtyrertod? In: Altpreußische Monatsschrift zur Spiegelung des provinziellen Lebens in Literatur, Kunst, Wissenschaft und Industrie. Band 1, Königsberg 1864, S. 141–154 (Google Books), S. 235–257 (Google Books) und S. 329–340 (Google Books).
- Friedrich Wilhelm Ferdinand Schmitt: Zur Adalbert's-Frage. In: Altpreussische Monatsschrift. Neue Folge, 12. Band, Königsberg 1. Pr. 1875, S. 531–541 (Google Books).
- Johannes Fried: Der Hl. Adalbert und Gnesen. In: Archiv für mittelrheinische Kirchengeschichte 50 (1998), S. 41–70.
- Gregory Leighton: St Adalbert of Prague in the Memory Culture of the Teutonic Order in Prussia. In: Piotr Pranke (Hrsg.): Between East and West. Studies on the History of Memory, Commemoration and Reception of Medieval Culture. Brill / V&R unipress 2023, ISBN 978-3-7370-1598-1, S. 209–222.

### Lexikonartikel
- Franz Machilek: Adalbert von Prag. In: Theologische Realenzyklopädie (TRE). Band 1, de Gruyter, Berlin / New York 1977, ISBN 3-11-006944-X, S. 410–414.
- Friedrich Wilhelm Bautz: Adalbert von Prag. In: Biographisch-Bibliographisches Kirchenlexikon (BBKL). Band 1, Bautz, Hamm 1975. 2., unveränderte Auflage. Hamm 1990, ISBN 3-88309-013-1, Sp. 26–27 (Artikel/Artikelanfang im Internet-Archive).
- Adalbert 1) A. von Prag. In: Meyers Konversations-Lexikon. 4. Auflage. Band 1, Verlag des Bibliographischen Instituts, Leipzig/Wien 1885–1892,  S. 100.
- Thomas Campbell: St. Adalbert. In: Catholic Encyclopedia, Band  1, Robert Appleton Company, New York 1907.
- Franz von Krones: Adalbert (Bischof von Prag). In: Allgemeine Deutsche Biographie (ADB). Band 1, Duncker & Humblot, Leipzig 1875, S. 67–69.
- Franz-Josef Schmale: Adalbert. In: Neue Deutsche Biographie (NDB). Band 1, Duncker & Humblot, Berlin 1953, ISBN 3-428-00182-6, S. 45 f. (Digitalisat).
- Angelus Waldstein, Franz Machilek: Adalbert. In: Stefan Samerski (Hrsg.): Die Landespatrone der böhmischen Länder. Geschichte, Verehrung, Gegenwart. Paderborn u. a. 2009, S. 45–66.

### Artikel
- Johann Loserth: Der Sturz des Hauses Slawnik. Ein Beitrag zur Geschichte der Ausbildung des böhmischen Herzogthums. C. Gerold’s Sohn, Wien 1883.